# Gare de Bersac
Gare de Bersac – przystanek kolejowy w Bersac-sur-Rivalier, w departamencie Haute-Vienne, w Nowa Akwitania, we Francji.
Został otwarty w 1856 przez Compagnie du chemin de fer de Paris à Orléans (PO). Jest przystankiem kolejowym Société nationale des chemins de fer français (SNCF), obsługiwaną przez pociągi Ter Centre i TER Limousin.

## Położenie
Znajduje się na wysokości 363 m n.p.m., na 362,231 km linii Orlean – Montauban, między stacjami Fromental i Saint-Sulpice-Laurière. Jest również końcem linii z Mignaloux - Nouaillé.